# هوبير ديجيك
هوبير ديجيك (بالهولندية: Hubert Dijk)‏ (8 أغسطس 1978 بآمرسفورت في هولندا - ) هو لاعب كرة قدم هولندي في مركز الهجوم. لعب مع غو أهد إيغلز وتوب أوس.